# Daiki Kusunoki
Daiki Kusunoki (japanisch 楠 大樹 Kusunoki Daiki; * 15. Juli 2000 in Machida, Präfektur Tokio) ist ein japanischer Fußballspieler.

## Karriere
Daiki Kusunoki erlernte das Fußballspielen in der Schulmannschaft der Kiryu Daiichi High School sowie in der Universitätsmannschaft der Toin University of Yokohama. 2020 spielte er zweimal mit dem Toin University of Yokohama FC in der sechsten Liga, der Kanto Soccer League (Div.2). Seinen ersten Vertrag unterschrieb er am 1. Februar 2023 bei Tokyo Verdy. Der Verein, der in der Präfektur Tokio beheimatet ist, spielt in der zweiten japanischen Liga. Sein Zweitligadebüt gab Daiki Kusunoki am 12. März 2023 (4. Spieltag) im Auswärtsspiel gegen Tokushima Vortis. Bei dem 2:0-Auswärtssieg wurde er in der 81. Minute für den Chilenen Byron Vásquez eingewechselt. Am Ende der Saison 2023 wurde er mit Verdy Tabellendritter. In den Aufstiegsspielen konnte man sich durchsetzen und stieg in die erste Liga auf.